# Finnhamnsfjärden
Finnhamnsfjärden är en fjärd i Finland. Den ligger i landskapet Österbotten, i den sydvästra delen av landet, 400 km nordväst om huvudstaden Helsingfors.
Finnhamnsfjärden utgör den södra delen av Norrpåfjärden och ligger intill byn Molpe. I söder och öster avgränsas den av fastlandet och i väster av Bredskäret. I norr ansluter den till Norrpåfjärden vid holmen Fjärdsbådan. I sydväst ansluter den till Strömmen via sundet mellan Bredskäret och fastlandet vid landsvägsbron till Bredskäret.